# Municipio de Klacking
El municipio de Klacking (en inglés: Klacking Township) es un municipio ubicado en el condado de Ogemaw en el estado estadounidense de Míchigan. En el año 2010 tenía una población de 614 habitantes y una densidad poblacional de 6,59 personas por km².

## Geografía
El municipio de Klacking se encuentra ubicado en las coordenadas 44°22′17″N 84°10′1″O / 44.37139, -84.16694. Según la Oficina del Censo de los Estados Unidos, el municipio tiene una superficie total de 93.12 km², de la cual 92,95 km² corresponden a tierra firme y (0,18 %) 0,17 km² es agua.

## Demografía
Según el censo de 2010, había 614 personas residiendo en el municipio de Klacking. La densidad de población era de 6,59 hab./km². De los 614 habitantes, el municipio de Klacking estaba compuesto por el 97,72 % blancos, el 0,81 % eran afroamericanos, el 0,16 % eran amerindios y el 1,3 % eran de una mezcla de razas. Del total de la población el 0,65 % eran hispanos o latinos de cualquier raza.